# 1964
1964 (MCMLXIV) var ett skottår som började en onsdag i den gregorianska kalendern.

## Händelser

### Januari

Revolutionen i Zanzibar

De 9:e Olympiska vinterspelen hölls i Innsbruck, Österrike.

- 1 januari   1963 års namnlag träder i laga kraft, ersättande bland annat 1901 års namnförordning.
- 4 januari – 70 personer omkommer vid en tågkollision utanför Belgrad, Jugoslavien [1].
- 5 januari – Chefredaktören för Ny Dag, C.-H. Hermansson, blir partiledare för SKP efter Hilding Hagberg [2].
- 8 januari – Ett upprop om kristendomsämnets bevarande på det svenska gymnasiet undertecknas av 2,2 miljoner personer [3].
- 11 januari – Sverige höjer barnbidraget från 150 till 700 SEK per år [4].
- 12 januari – Monarkin störtas vid en statskupp i Zanzibar.
- 18 januari – TV-serien Vi på Saltkråkan, efter Astrid Lindgrens manus, börjar sändas [3]  i Sveriges Radio-TV [4]. Maria Johansson spelar Tjorven [5].
- 29 januari – De 9:e olympiska vinterspelen invigs i Innsbruck med deltagare från 36 länder [2].
- Januari – Sveriges Radio köper SF:s filmarkiv, ett av världens största.

### Februari
- 6 februari – Storbritannien och Frankrike beslutar att tillsammans konstruera en tunnel under Engelska kanalen.
- 7 februari – Carl Gunnar Engström tilldelas Genèveuniversitetes "Le prix mondial Nessim Habif".
- 9 februari – The Beatles framträder i The Ed Sullivan Show och får därmed sitt genombrott i USA.
- 19 februari – Den brittiske skådespelaren Peter Sellers gifter sig med svenskan Britt Ekland [5].
- 21 februari – Svenska hönsägg visar sig innehålla kvicksilver från betat utsäde som hönsen har matats med [3].
- 25 februari – Cassius Clay, USA besegrar titelhållaren Sonny Liston, USA på TKO i Miami Beach, i kampen om världsmästartiteln i tungviktsboxning [2]. Cassius Clay, vid tillfället 22 år gammal, vinner i sjunde ronden [5].
- 27 februari – 100-årige Gustav Larsson i Riala uppmärksammas då han åker på sällskapsresa till Egypten [6].
- 28 februari – Den svenska regeringen tillåter att filmen 491 visas på biograferna sedan 88 sekunder har klippts bort [3].
- 29 februari
  - 83 personer omkommer då ett brittiskt trafikflygplan störtar över Innsbruck, Österrike [1].
  - Moderna museet i Stockholm öppnar en utställning med amerikansk popkonst, bland annat visas Andy Warhols verk med Campbells soppburkar och Marilyn Monroe som fotoserie [4].

### Mars

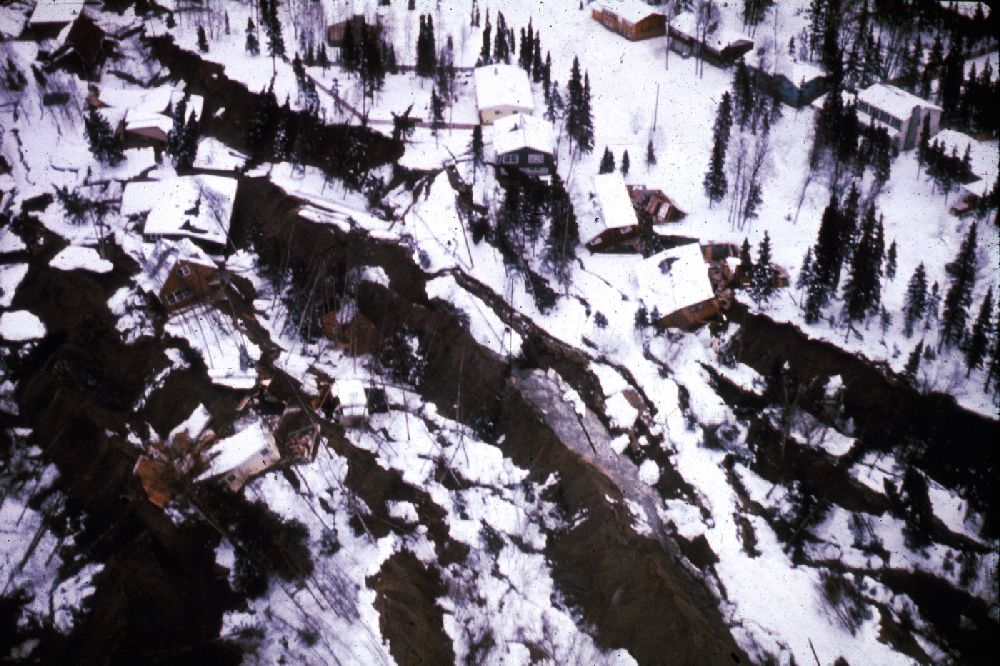
Långfredagsskalvet i Alaska

- 13 mars – Den svenska regeringen beslutar att skicka 700 man till en FN-styrka på Cypern [3].
- 20 mars – Ett nytt svenskt parti, KDS bildas med pastor Birger Ekstedt som partiledare [2] på initiativ av pingströrelsens ledare Lewi Pethrus [5].
- 27 mars
  - En oerhört kraftig jordbävning med magnituden 9,2 på richterskalan inträffar strax utanför Alaskas kust.
  - FN-trupper anländer till Cypern [7].
- 30 mars – TV-programmet Jeopardy! har premiär i USA.

### April
- 2 april – Världskommunismen skakas av relationsproblem då sovjetiske partiideologen Michail Suslov håller tal där han skarpt angriper Mao Zedongs Kina [2].
- 5 april – I Stockholms tunnelbana invigs tunnelbanesystem 2 mellan T-Centralen och Fruängen resp. Örnsberg.
- 6 april
  - Vatikanstaten blir permanent observatörsmedlem av FN [8].
  - Första njurtransplantationen i Sverige utförs, Serafimerlasarettet, under ledning av professor Curt Franksson
- 10 april – Den svenska regeringen förbjuder betat utsäde efter larm om kvicksilver i svenska hönsägg [5].
- 16 april – Den svenska Medicinalstyrelsens strålskyddsnämnd förordar att radioaktivt avfall sänks i Atlanten, ingjutet i betongblock [3].
- 17 april – Ford Mustang presenteras för allmänheten vid Världsutställningen i New York.
- 24 april – Kung Gustaf VI Adolf inviger Volvos nya fabrik i Torslanda på Hisingen [4].
- 26 april – Tanganyika och Zanzibar går samman och blir Förenade republiken Tanganyika och Zanzibar [9].

### Maj
- 4 maj – Karl Gerhard begravs i Hedvig Eleonora kyrka, Stockholms gator fylls av folk som vill ta farväl av revykungen.
- 12 maj – 12 unga män i New York bränner inför allmänheten sina inkallelsekort till amerikanska militären i protest mot krig.[10][11]
- 15 maj – Försäljning av P-piller tillåts i Sverige efter beslut av Medicinalstyrelsen [2].
- 16 maj – Rivningarna av Klarakvarteren på Norrmalm i Stockholm, Sverige inleds [12].
- 22 maj – Riksdagen godkänner att det svenska polisväsendet, som dittills varit kommunalt, förstatligas [3].
- 25 maj – Den svenska Medicinalstyrelsen ger tillstånd till försäljning av preventivtabletter, så kallade p-piller [3].

### Juni
- 5 juni – Den svenska Prinsessan Désirée gifter sig med friherren Niclas Silfverschiöld [2].
- 11 juni – I Sydafrika döms ANC-ledaren Nelson Mandela av en domstol i Pretoria till livstids fängelse för sin politiska verksamhet [2].
- 12 juni – Den svenske översten Stig Wennerström döms av Stockholms rådhusrätt till livstids fängelse och avsättning som överste för spioneri [2].
- 20 juni – USA:s kongress antar en lag om likställighet mellan raserna [5] (Bill of Rights).
- 21 juni – Gasfynd i Nordsjön [7].
- 22 juni – Sovjets ledare Nikita Chrusjtjov inleder, som första sovjetledare, ett fem dagar långt Sverigebesök under bevakning av 3 000 poliser [2].
- 30 juni – Den svenska prinsessan Margaretha gifter sig med den engelske affärsmannen John Ambler [2].

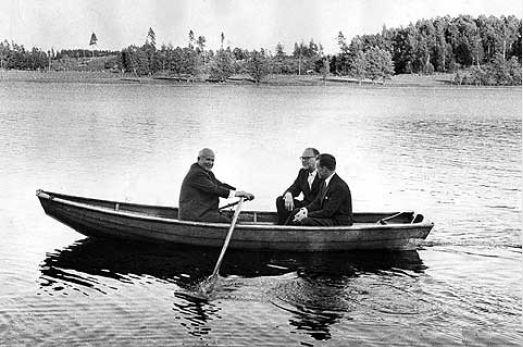
Sovjets premiärminister Nikita Chrusjtjov besöker Sverige.

### Juli
- 27 juli – Över 100 personer omkommer vid en tågurspårning vid Porto, Portugal [1].
- 28 juli – Brittiska popgruppen The Beatles kommer till Sverige för att ge fyra konserter på Johanneshovs Isstadion. Det är inte fullsatt, som i många andra länder [4].
- 31 juli – Den amerikanske rymdsonden Ranger 7[13] skickar med hjälp av sex TV-kameror bilder av månens yta till jorden [2].

### Augusti
- 2 augusti – USA hävdar att nordvietnamesiska patrullbåtar anfallit en amerikansk jagare i Tonkinbukten utanför Nordvietnam [5].
- 5 augusti – Efter ett påstått nordvietnamesiskt anfall med patrullbåtar mot amerikanska jagare i Tonkinbukten bombar USA mot nordvietnamesiska flottbaser [2].
- 12 augusti – The Beatles första film Yeah! Yeah! Yeah! har världspremiär.

### September

Malta självständigt.

- September – Inför det svenska andrakammarvalet bildas valorganisationen Medborgerlig samling (MbS) i Skåne.
- 5 september – 8 personer omkommer då ett Nordpilen-tåg spårar ur i Alby nära Ånge, Sverige [1].
- 13 september – Knut Hammarskjöld utses till generaldirektör för IATA.
- 18 september – Kung Konstantin II av Grekland gifter sig i Aten med danska prinsessan Anne-Marie [5].
- 20 september – Vid Andrakammarvalet i Sverige behåller SAP och SKP majoriteten [3].
- 21 september – Malta blir självständigt [7].

### Oktober

De 18:e Olympiska sommarspelen hölls i Tokyo, Japan.

- 2 oktober – 80 personer omkommer då ett franskt trafikflygplan av typen DC-6 kolliderar med en bergstopp i Granada, Spanien [1].
- 10 oktober
  - De 18:e olympiska sommarspelen invigs i Tokyo, och Hiroshimasonen Yoshinori Sakai, född samma natt som Hiroshimabomben föll, springer in med den olympiska elden [2]. Cirka 8 000 deltagare från 94 nationer var närvarande.[14]
  - Drottning Elisabeths besök i Kanada orsakar bittra demonstrationer för självständighet i det fransktalande Quebec.[14]
- 11 oktober - Vid en racerbilstävling i Paristrakten dödas 5 personer; trots olyckan slutförs tävlingen och vinns av Joakim Bonnier och Graham Hill.[14]
- 12 oktober - Sovjet sänder ut det 9 ton tunga rymdskeppet Voschod med en läkare, en ingenjör och en militär ombord.[14]
- 14 oktober
  - Nikita Chrusjtjov avsätts som Sovjetunionens ledare [2] och ersätts av en "trojka" bestående av Leonid Brezjnev som partiledare, Aleksej Kosygin som regeringschef [5] och Nikolaj Podgornyj. (Referens [14] anger att detta skedde den 15 oktober.)
  - Martin Luther King tilldelas fredspriset av norska stortinget.[14]
- 16 oktober
  - Kina provspränger sin första atombomb [2]. Sprängningen sker i Xinjiangregionen nära gränsen till Sovjet.[14]
  - Labourpartiet vinner det brittiska underhusvalet med en knapp majoritet. Harold Wilson blir därmed Englands nya premiärminister. Röstsiffrorna: labour 12 236 000, konservativa 12 015 000 och liberalerna 3 063 000.[14]
- 18 oktober - Harold Wilson bildar en Labourregering i Storbritannien, där partiet vunnit ett parlamentsval för första gången sedan 1951 [2].
- 24 oktober
  - Nordrhodesia blir självständig stat under namnet Zambia [7].
  - Skandinaviens längsta landsvägsbro i ett stycke (1 024 meter), Alnöbron, invigs.[14]
- 27 oktober – Den svenska sektionen av Amnesty International bildas.

### November
- 3 november

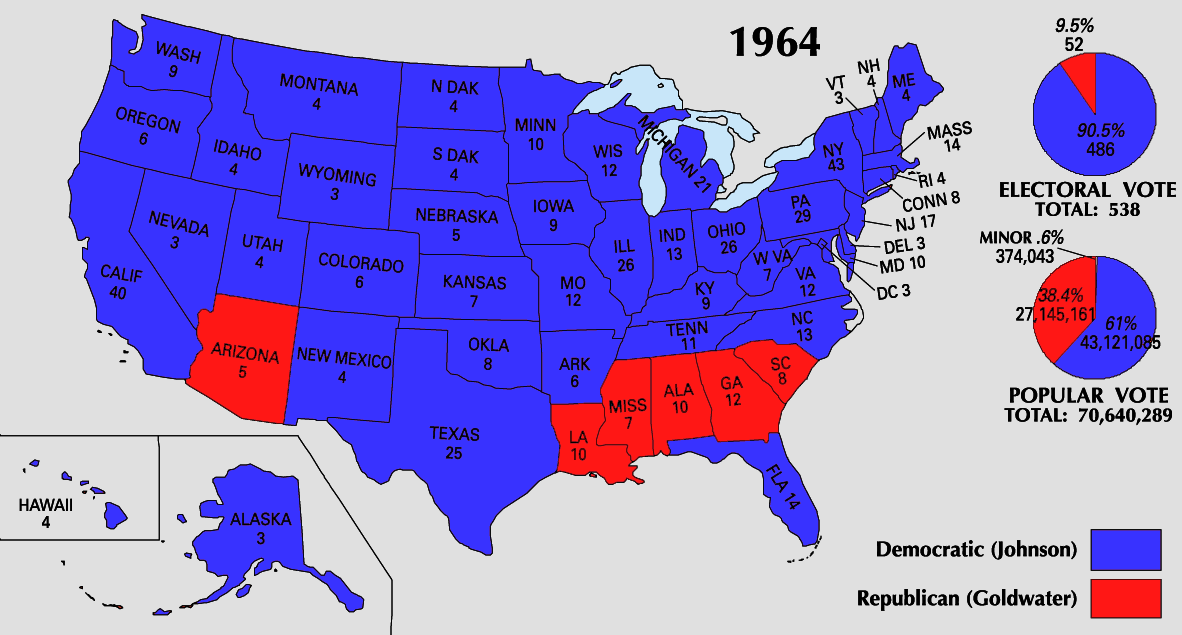
Presidentvalet i USA 1964.

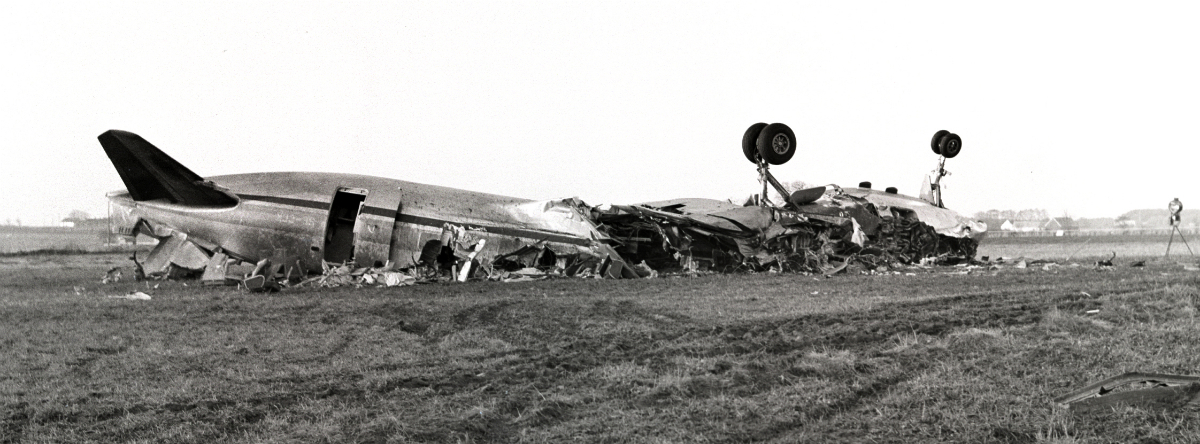
Flygolycka i Ängelholm.

  - Sittande demokraten Lyndon B. Johnson besegrar republikanske Arizonasenatorn Barry Goldwater vid presidentvalet i USA i en jordskredsseger. Johnson erövrar 64% av rösterna och segrar i 44 av delstaterna, medan Goldwater segrar i 6. Ingen presidentkandidat har tidigare vunnit en så överlägsen seger.[14]
  - Labourregeringen Wilson i Storbritannien ämnar förstatliga stålindustrin.[14]
  - En militärkupp äger rum i Bolivia.[14]
- 20 november – Ett ordinarie flygplan från Linjeflyg, av typ Metropolitan, på väg från Stockholm havererar vid inflygning till Ängelholm, varvid 31 personer omkommer[2], och 12 överlever i Sveriges dittills allvarligaste flygolycka [4].
- 26 november
  - Ett israeliskt passagerarfartyg (Shalom) kolliderar med norskt tankfartyg utanför New Jersey-kusten, USA och 19 besättningsmän på tankerfartyget omkommer [1]. (Källa [14] anger att 16 personer omkommer).
  - SAS beställer 4 flygplan av typen Douglas DC-8-62 för 200 miljoner kronor.[14]

### December
- 1 december

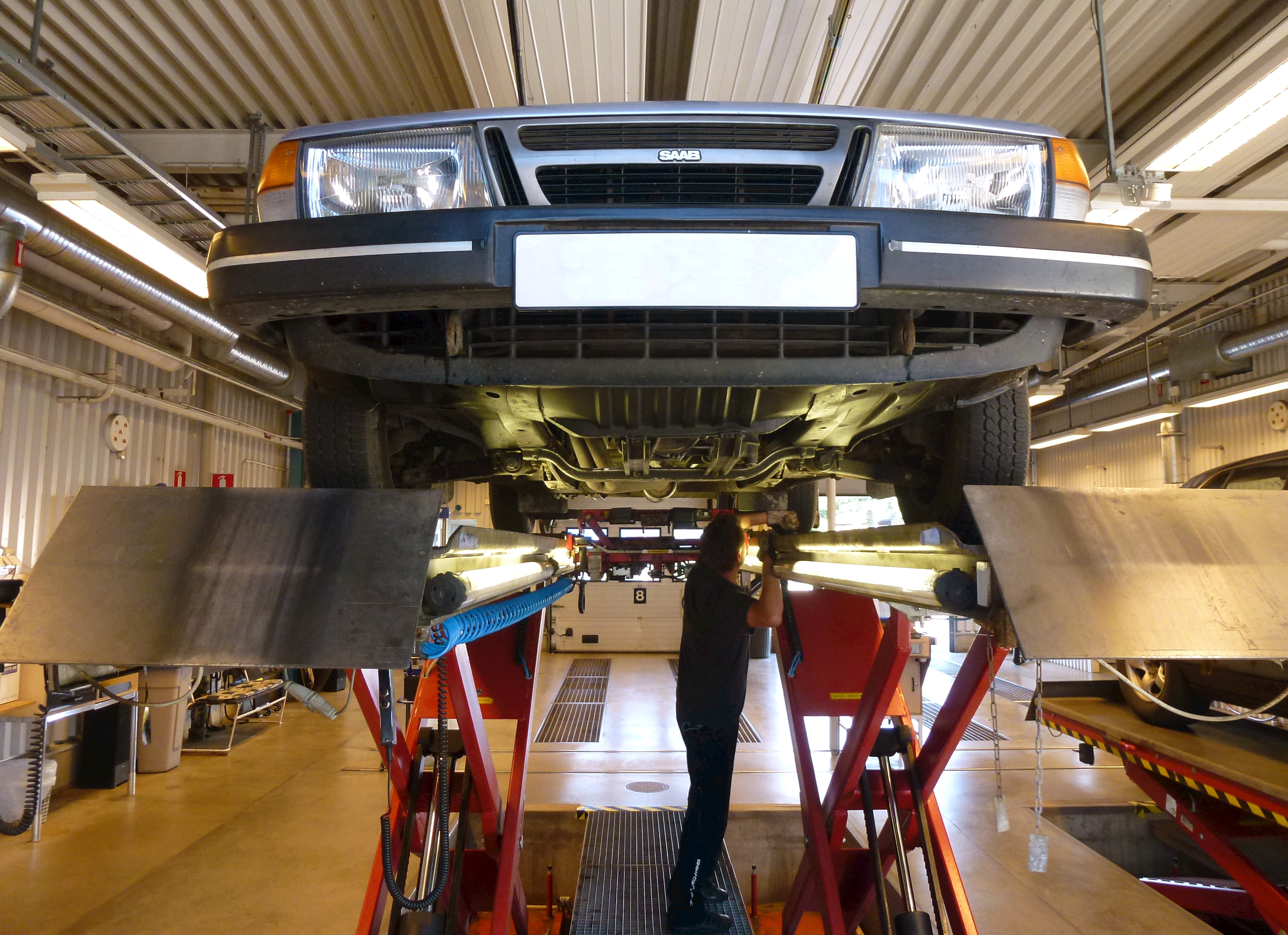
Bilprovning påbörjas i Sverige.

  - AB Svensk Bilprovnings första specialbyggda anläggning för kontrollbesiktning invigs [3].
  - Boklotteriet tilldelar författaren Alf Henriksson sitt pris på 25 000 kronor.[14]
- 7 december – Stockholms stadsfullmäktige fattar beslut om att gratis skolböcker skall införas i alla stadens skolor från och med 1 juli 1965 [3].
- 10 december
  - Årets nobelpristagare i litteratur, Jean-Paul Sartre, har tackat nej och uteblir från prisutdelningen [5].
  - Schweiz inrikesminister Hans-Peter Tschudi väljs till landets president.[14]
- 11 december
  - Namnet på "Förenade republiken Tanganyika och Zanzibar" ändras till "Tanzania" [9].
  - Che Guevara talar till FN:s generalförsamling.[15]
  - Ett flertal dödsolyckor förorsakas i Paris, när all elbelysning slocknar, till följd av en 24-timmarsstrejk.[14]
- 15 december
  - Den svenska riksdagen beslutar att ett nytt enhetligt, kommunalt gymnasium skall införas i Sverige 1965 där studentexamen avskaffas [3] från 1968 [4]. Det nya gymnasiet skall ha fem linjer, en humanistisk, en naturvetenskaplig, en samhällsvetenskaplig, en ekonomisk och en teknisk, som alla är 3-åriga (teknisk även 4-årig).
  - Luftföroreningar misstänks kunna förorsaka arvsskador enligt en luftvårdskonferens i Stockholm.[14]
  - Svenska Handelsbankens Tore Browaldh avgår som verkställande direktör för att bli styrelseordförande på heltid.[14]
- 25 december – 4 000 personer dödas vid en orkan med översvämningar i Ceylon [16].
- 27 december
  - Filmen My Fair Lady med Audrey Hepburn i huvudrollen har premiär i Sverige.
  - Sommarhotellet Strandbaden utanför Falkenberg härjas svårt av eld; skadorna beräknas till 1 miljon kronor; polisen misstänker mordbrand eftersom hotellet brandhärjades även 1958.[14]
- December – Partiledarförhandlingar om en svensk författningsreform hålls, vilket bland annat resulterar i tillsättandet av länsdemokratiutredningen.

### Okänt datum
- Rudi Gernreich designar den ursprungliga monokini-toplessbaddräkten i USA.[17]
- Carin Boalt blir professor i byggnadsfunktionslära vid Tekniska högskolan i Lund och därmed Sveriges första kvinnliga professor vid en teknisk högskola.
- Högern föreslår att AP-fonderna skall finansiera även pensioner för personer födda före 1896. Övriga partier är dock kallsinniga till förslaget.
- Skatteberedningen lämnar ett förslag till nytt svenskt skatteväsende. Mervärdesskatt ersätter omsättningsskatt och progressiviteten minskas något i inkomstskatten. Pensions- och sjukförsäkringarna sammanförs också i en socialförsäkringsavgift. Förslaget väcker emellertid kritik från LO.
- Konstitutionsutskottet (KU) prickar förre svenske utrikesministern Östen Undén för att inte ha bidragit till ett tidigare avslöjande av Stig Wennerströms spioneri.
- Den svenska riksdagen beslutar att två bataljoner ständigt skall hållas beredda för en FN-insats.
- Holger Crafoord grundar det svenska läkemedelsföretaget Gambro, som skall konstruera konstgjorda engångsnjurar.
- Göteborgs stad bygger 58 provisoriska bostadshus för att avhjälpa den akuta bostadsbristen.
- Sveriges cirka 500 ambulanser får en ny standard av Standardiseringskommissionen (SIS), så att "vård ska kunna påbörjas redan på hämtningsplatsen".
- Storbritannien avslutar byggnationen av det nya militära radiolänknätet Backbone.
- USA:s federala statsmakt lanserar förskoleprogrammet "Head Start" för barn från fattiga familjer. Verksamheten påbörjas 1965.
- Doktor Anders Frisk publicerar en artikel i Läkartidningen där fall med skadade barn, som tidigare ansetts oklara, i många fall kan ha orsakats av föräldrarnas våld mot dem [18]

## Födda

### Första kvartalet

#### Januari
- 6 januari – Mark O'Toole, brittisk låtskrivare och musiker, medlem i gruppen Frankie Goes to Hollywood.
- 7 januari – Nicolas Cage, amerikansk skådespelare.
- 9 januari – Ronald Dominique, amerikansk seriemördare.
- 12 januari
  - Jeff Bezos, amerikansk internetentreprenör, grundare av Amazon.
  - John Seru, fijiansk fribrottare och skådespelare.
- 13 januari – Johan Ryström, svensk golfspelare.
- 14 januari – Mark Addy, brittisk skådespelare.
- 17 januari – Don Cazayoux, amerikansk demokratisk politiker.
- 18 januari
  - Enrico Lo Verso, italiensk skådespelare.
  - Jane Horrocks, brittisk skådespelare.
- 23 januari
  - Mariska Hargitay, amerikansk skådespelare.
  - Bharrat Jagdeo, guyansk politiker, Guyanas president 1999–2011.
  - Lloyd Smucker, amerikansk republikansk politiker, kongressledamot 2017–.
- 25 januari – Thomas Öbrink, svensk kompositör och sångtextförfattare.
- 27 januari – Bridget Fonda, amerikansk skådespelare.
- 31 januari
  - Billey Shamrock, svensk underhållare och trubadur.
  - Jeff Hanneman, amerikansk musiker, gitarrist i Slayer.

#### Februari
- 1 februari
  - Linus Roache, brittisk skådespelare.
  - Dwayne Goettel, kanadensisk musiker i bandet Skinny Puppy
- 3 februari – Torbjörn Eriksson, svensk musiker, medlem i Larz-Kristerz.
- 5 februari
  - Duff McKagan, Känd som basist i Guns N' Roses.
  - Helena Bergström, svensk skådespelare.
  - Laura Linney, amerikansk skådespelare.
- 6 februari
  - Michael Breitkopf, tysk musiker, gitarrist i Die Toten Hosen.
  - Karin Falck, svensk barnskådespelare.
- 9 februari – Renee Ellmers, amerikansk republikansk politiker, kongressledamot 2011–2017.
- 10 februari
  - Francesca Neri, italiensk skådespelare.
  - Agata Budzyńska, polsk poet, kompositör och sångare.
  - Mir Aimal Kasi, mördade två CIA-tjänstemän 1993, (avrättad 14 november 2002).
- 13 februari
  - Ylva Johansson, svensk politiker, skolminister 1994–1998 och vård- och äldreomsorgsminister 2004–2006.
  - Penelope Ann Miller, amerikansk skådespelare.
- 15 februari – Chris Farley, amerikansk skådespelare.
- 16 februari – Christopher Eccleston, brittisk skådespelare.
- 17 februari – Jim Jordan, amerikansk republikansk politiker, kongressledamot 2007–.
- 18 februari – Matt Dillon, amerikansk skådespelare.
- 19 februari – Hugh Panaro, amerikansk skådespelare.
- 20 februari – French Stewart, amerikansk skådespelare.
- 22 februari – Magnus Wislander, svensk handbollsspelare.
- 23 februari – John Norum, svensk musiker, gitarrist i Europe.
- 24 februari
  - Bill Bailey, engelsk komiker, skådespelare och musiker.
  - Paul Bothén, svensk kompositör.
  - Todd Field, amerikansk skådespelare, manusförfattare och regissör.
- 26 februari – Mark Dacascos, amerikansk skådespelare.

#### Mars
- 1 mars – Khalid Sheikh Mohammed, kuwaitisk terrorist inom al-Qaida.
- 4 mars – Paul Bostaph, amerikansk trummis.
- 8 mars – Peter Gill, brittisk musiker, medlem i Frankie Goes To Hollywood.

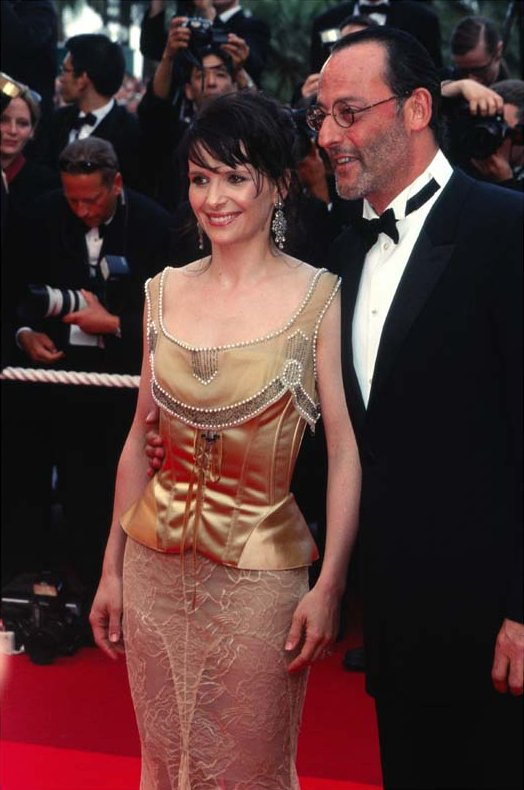
9 mars: Juliette Binoche

- 9 mars – Juliette Binoche, fransk skådespelare.
- 10 mars – Neneh Cherry, svensk musiker.
- 11 mars – Emma Chambers, brittisk skådespelare.
- 13 mars – Håkan Björne, svensk volleybollspelare.
- 14 mars – Micha Koivunen, svensk skådespelare.
- 16 mars
  - Gore Verbinski, amerikansk filmregissör.
  - Sören Olsson, svensk barn- och ungdomsförfattare [19].
- 17 mars – Rob Lowe, amerikansk skådespelare.
- 18 mars – Rozalla, brittisk-zimbabwisk sångerska.
- 19 mars
  - Nicola Larini, italiensk racerförare.
  - Jake Weber, brittisk skådespelare.
- 23 mars – Hope Davis, brittisk skådespelare.
- 26 mars – Staffan Olsson, svensk handbollsspelare.
- 30 mars – Ian Ziering, amerikansk skådespelare.

### Andra kvartalet

#### April
- 3 april – Bjarne Riis, dansk cyklist.
- 6 april
  - Tim Walz, amerikansk demokratisk politiker, kongressledamot 2007–2019.
  - David Woodard, amerikansk dirigent och författare.
- 7 april – Russell Crowe, australisk skådespelare.
- 11 april – John Cryer, brittisk parlamentsledamot för Labour Party från 1997.
- 12 april – Ulf Ohlsson, svensk travkusk.
- 13 april – Davis Love III, amerikansk professionell golfspelare.
- 15 april – Johanne Hildebrandt, svensk författare.
- 17 april – Kayo Shekoni, svensk sångerska och TV-programledare av afrikansk ursprung.
- 20 april

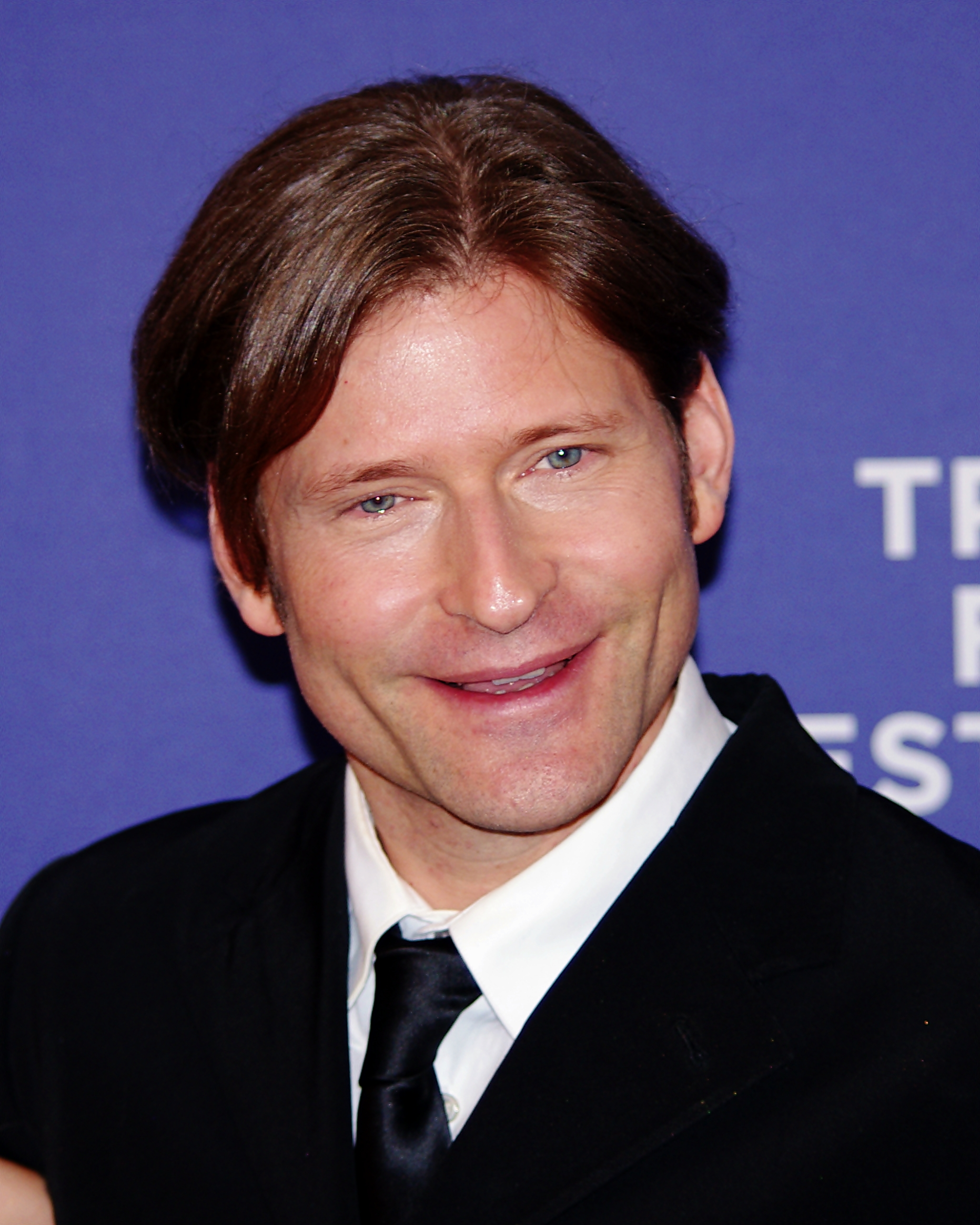
Crispin Glover.

- - Crispin Glover, amerikansk skådespelare.
  - Andy Serkis, brittisk skådespelare.
- 21 april
  - Johan Bergman, svensk regissör och barnskådespelare.
  - Ahmed Radhi, irakisk fotbollsspelare.
- 22 april – James Langevin, amerikansk demokratisk politiker.
- 24 april
  - Cedric the Entertainer, amerikansk skådespelare.
  - Djimon Hounsou, beninsk skådespelare.
- 25 april
  - Hank Azaria, amerikansk skådespelare.
  - Andy Bell, brittisk musiker, medlem i Erasure.
- 26 april – Rebecka Törnqvist, svensk sångare och låtskrivare.
- 28 april
  - Malin Gjörup, svensk skådespelare och operaartist, mezzosopran.
  - Ann-Marie Ljungberg, svensk författare.
- 29 april
  - Tintin Anderzon, svensk skådespelare.
  - Federico Castelluccio, amerikansk skådespelare.

#### Maj
- 6 maj – Dana Hill, amerikansk skådespelare.
- 7 maj – Tim Collins, brittisk parlamentsledamot för Conservative Party 1997–2005.
- 8 maj
  - Dave Rowntree, brittisk trumslagare.

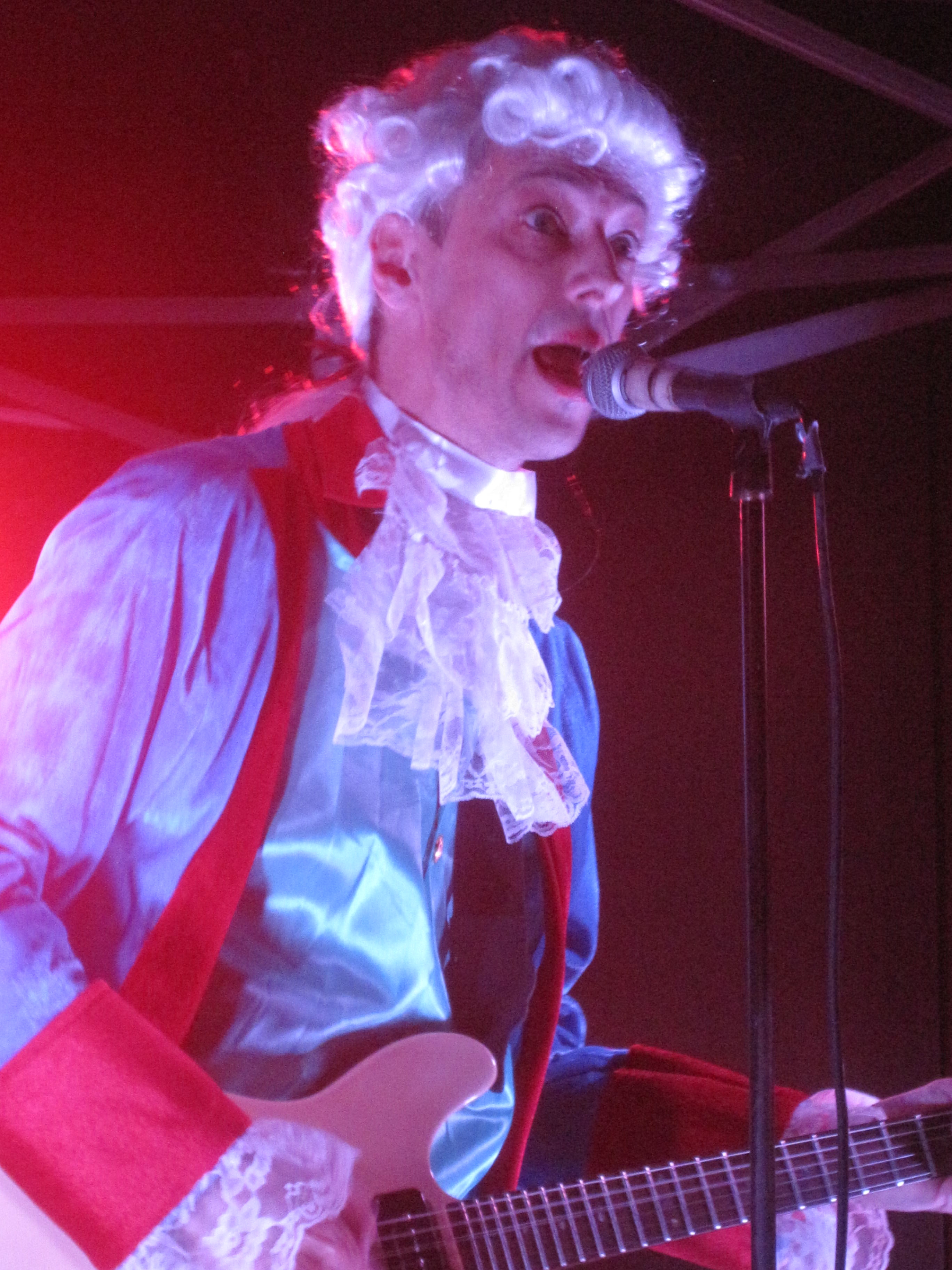
Niels Jensen.

- - Niels Jensen, svensk skådespelare, sångare och låtskrivare.
  - Melissa Gilbert, amerikansk skådespelare.
- 10 maj – Susie Päivärinta, finsk/svensk sångerska.
- 13 maj – Stephen Colbert, amerikansk skådespelare och TV-värd.
- 16 maj – Esbjörn Svensson, svensk jazzpianist och kompositör.
- 23 maj – Angela Kovács, svensk skådespelare.
- 26 maj – Lenny Kravitz, amerikansk sångare, gitarrist och musikproducent.

#### Juni
- 3 juni
  - James Purefoy, brittisk skådespelare.
  - Kerry King, amerikansk musiker, gitarrist i Slayer.
- 4 juni – Sean Pertwee, brittisk skådespelare.
- 6 juni – Jay Bentley, amerikansk musiker, basist i punkbandet Bad Religion.
- 8 juni – Rob Pilatus, tysk dansare och sångare, medlem i Milli Vanilli. (död 1998)
- 9 juni
  - Peter Sjöquist, svensk skådespelare och dialogregissör.
  - Martina Haag, svensk skådespelare, krönikör och författare.
- 11 juni
  - Jean Alesi, fransk racerförare.
  - Pete Finestone, amerikansk musiker, trummis i Bad Religion 1982–1991.
  - Andreas von Holst, tysk musiker, gitarrist i Die Toten Hosen.
- 15 juni – Courteney Cox, amerikansk skådespelare.
- 17 juni – Kimber Eastwood, amerikansk skådespelare.
- 18 juni – Uday Hussein, Saddam Husseins äldste son.
- 19 juni – Boris Johnson, brittisk politiker.
- 21 juni – Hans-Olov Öberg, svensk författare och förläggare.
- 22 juni – Dan Brown, amerikansk författare.
- 23 juni – Joss Whedon, amerikansk regissör, manusförfattare och producent.
- 24 juni  – Hamish Harding, brittisk affärsman, pilot och äventyrare.
- 25 juni
  - Johnny Herbert, brittisk racerförare.
  - Thomas Rask, svensk internet-entreprenör.

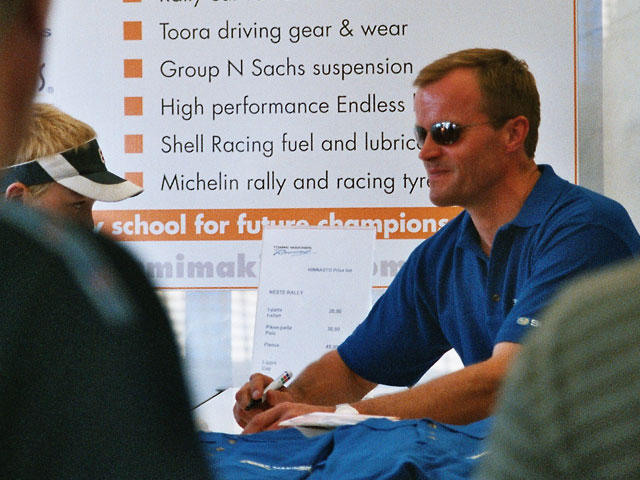
Tommi Mäkinen.

- 26 juni – Tommi Mäkinen, finländsk rallyförare.
- 28 juni – Tommy Lynn Sells, amerikansk seriemördare.
- 30 juni – Prinsessan Alexandra, dansk prinsessa.

### Tredje kvartalet

#### Juli
- 2 juli – Andrea Yates, amerikansk förbrytare.
- 4 juli – Roland Ratzenberger, österrikisk racerförare.
- 5 juli
  - Ronald D. Moore, amerikansk TV-producent och manusförfattare.
  - Andreas Nilsson, svensk skådespelare.
- 7 juli
  - Shinichi Tsutsumi, japansk skådespelare.
  - Dominik Henzel, svensk skådespelare.
- 9 juli – Courtney Love, amerikansk sångerska, skådespelare och gitarrist.
- 11 juli – Martin Weinek, österrikisk skådespelare.
- 13 juli
  - Hans Rosenfeldt, svensk manusförfattare, skådespelare och programledare i etermedia
- 16 juli
  - Nino Burdzjanadze, georgisk jurist och politiker, talman i det georgiska parlamentet.

- - Miguel Indurain, spansk cyklist.

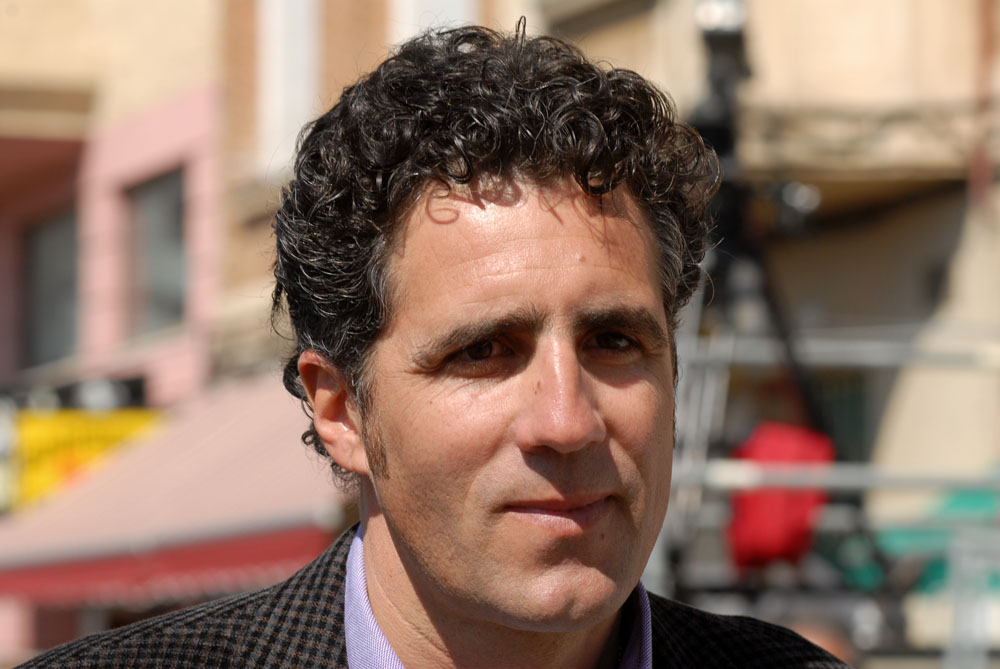
Miguel Indurain.

- 19 juli – Mijeegombyn Enchbold, mongolisk politiker.
- 20 juli
  - Chris Cornell, amerikansk musiker, sångare och låtskrivare i Soundgarden, sångare i Audioslave. (död 2017)
  - Dean Winters, amerikansk skådespelare.
  - Pontus Gårdinger, svensk programledare med mera.
  - Bernd Schneider, tysk racerförare.
- 22 juli
  - John Leguizamo, colombiansk skådespelare.
  - Anneke von der Lippe, norsk skådespelare.
- 24 juli
  - Banana Yoshimoto, pseudonym för Mahoko Yoshimoto, japansk författare.
  - Barry Bonds, amerikansk basebollspelare.
- 25 juli – Tony Granato, amerikansk ishockeyspelare och -tränare.
- 26 juli
  - Sandra Bullock, amerikansk skådespelare.
  - Anne Provoost, belgisk nederländskspråkig författare.
- 27 juli – Paul Bernardo, amerikansk kriminell.
- 30 juli – Jürgen Klinsmann, tysk fotbollsspelare och -tränare.
- 31 juli – C. C. Catch, tysk sångerska.

#### Augusti
- 6 augusti – Stephen George Ritchie, tysk musiker, trummis i Die Toten Hosen.
- 8 augusti – Mira Lesmana, indonesisk skådespelare.
- 9 augusti – Måns Ekman, svensk produktionsassistent och skådespelare.
- 11 augusti – Micke Leijnegard, svensk journalist, programledare och konferencier.
- 13 augusti – Ian Haugland, svensk musiker, trumslagare i Europe.
- 14 augusti – Brannon Braga, amerikansk manusförfattare och TV-producent.
- 15 augusti – Debi Mazar, amerikansk skådespelare.
- 19 augusti – Richard Herrey, svensk artist och politiker.
- 22 augusti – Mats Wilander, svensk tennisspelare[3].
- 28 augusti
  - Lee Janzen, amerikansk professionell golfspelare.
  - Dermot Keaney, brittisk skådespelare.

#### September
- 2 september – Keanu Reeves, kanadensisk skådespelare.
- 4 september – Anthony Weiner, amerikansk demokratisk politiker, kongressledamot 1999–2011.
- 5 september
  - Ric Keller, amerikansk republikansk politiker, kongressledamot 2001–2009.
  - Amanda Ooms, svensk skådespelare.
- 9 september – Aleksandar Hemon, bosnisk författare.
- 14 september – Faith Ford, amerikansk skådespelare.
- 20 september – Paolo Caldarella, italiensk vattenpolospelare.
- 23 september – Magdalena In de Betou, svensk skådespelare
- 24 september – Jeff Krosnoff, amerikansk racerförare.
- 27 september – Goro Kishitani, japansk skådespelare.
- 28 september
  - Janeane Garofalo, amerikansk skådespelare.
  - Brendan Kelly, irländsk skådespelare.
- 30 september – Monica Bellucci, italiensk skådespelare.

### Fjärde kvartalet

#### Oktober
- 3 oktober – Clive Owen, brittisk skådespelare.

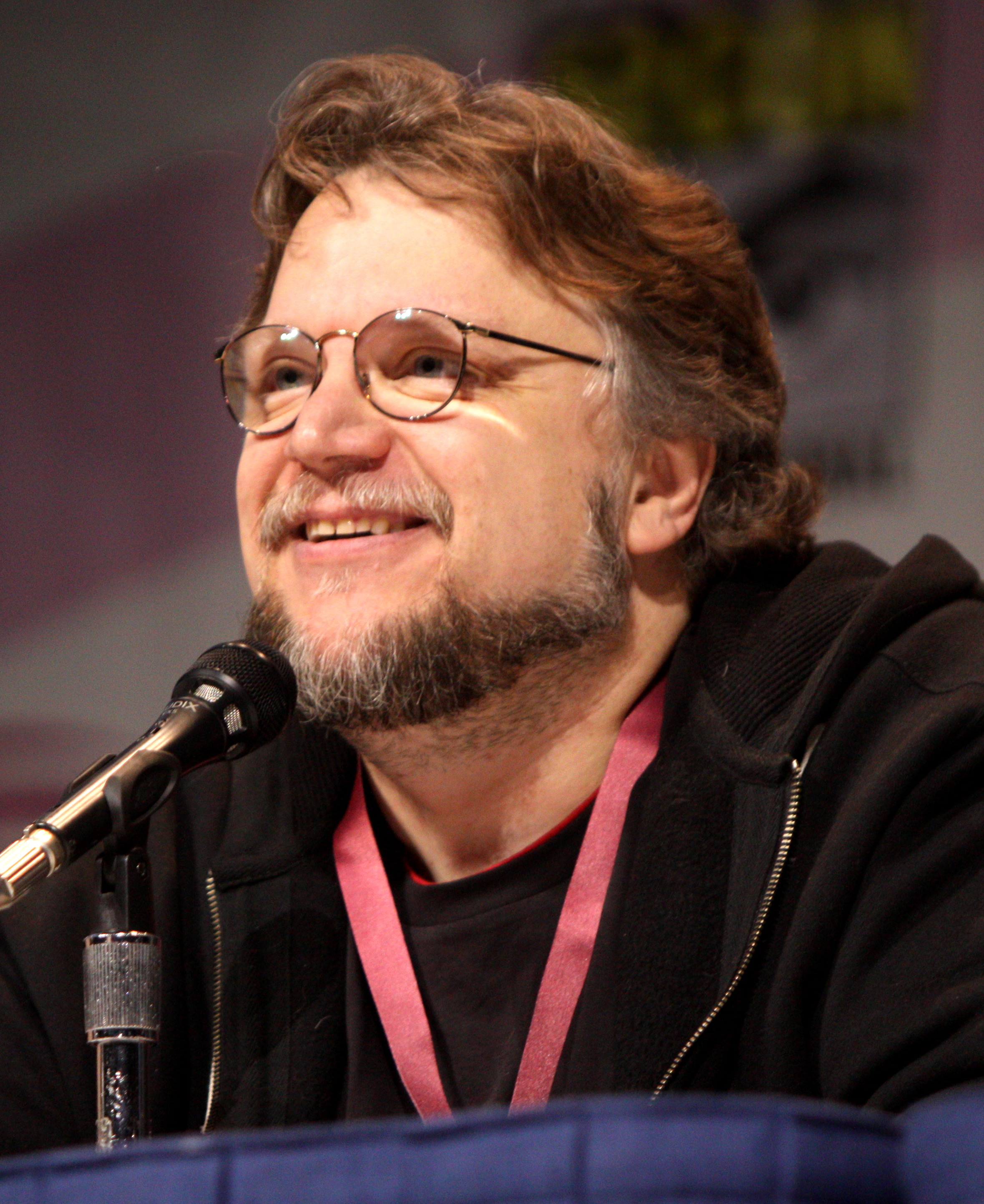
Guillermo del Toro.

- 9 oktober – Guillermo del Toro, mexikansk filmregissör, manusförfattare och filmproducent.
- 13 oktober – Christopher Judge, amerikansk skådespelare, känd som Teal'c i TV-serien Stargate SG-1.

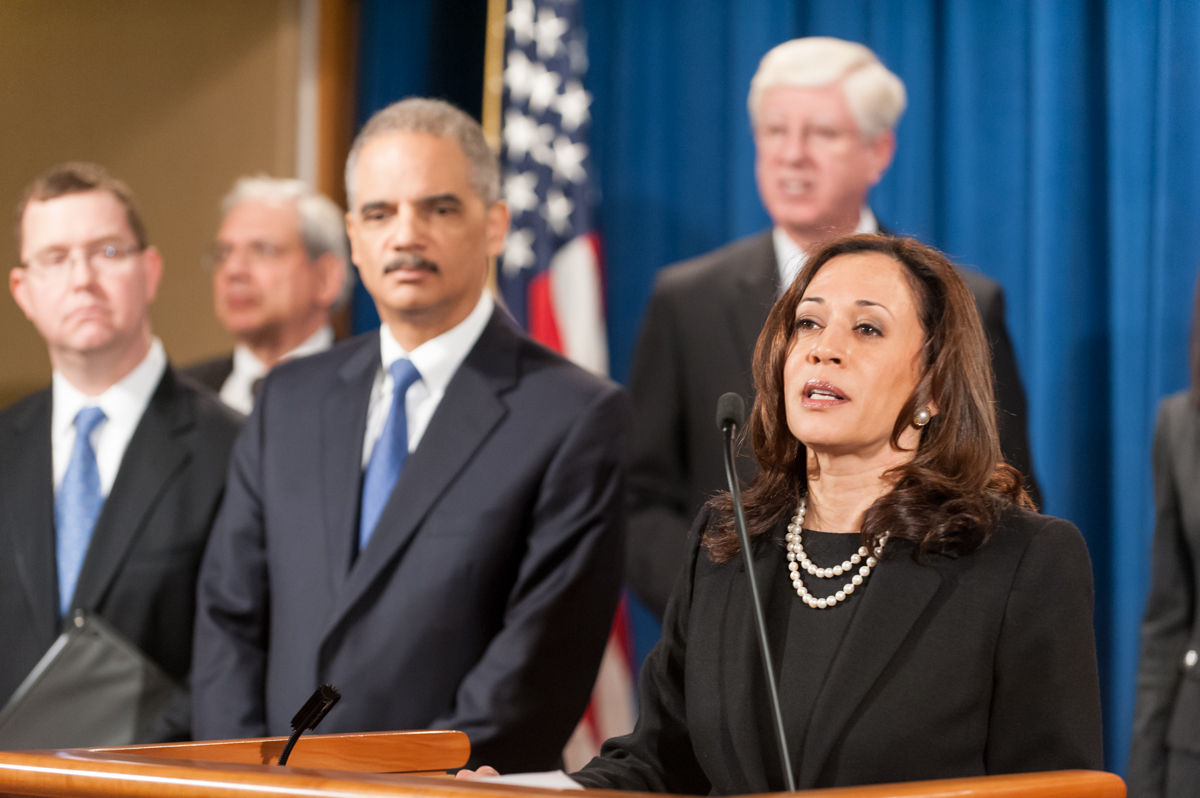
Kamala Harris

- 20 oktober – Kamala Harris, 49 Amerikansk vice-president.
- 22 oktober – Zurab Nogaideli, georgisk politiker, premiärminister 2005–2007.
- 23 oktober – Niclas Sjöstedt, svensk fotbollsspelare
- 23 oktober – Camilla Henemark, svensk sångerska, skådespelare, modell och debattör.
- 24 oktober – Frode Grodås, norsk fotbollsspelare och tränare
- 26 oktober – Marc Lépine, kanadensisk massmördare.
- 27 oktober – Dawit Isaak, svensk-eritreansk journalist, författare och dramatiker.
- 29 oktober – Luciana Littizzetto, italiensk skådespelare.

#### November
- 1 november – John Houdi, svensk trollkarl, buktalare, och komiker.
- 2 november – Lauren Vélez, puertoricansk skådespelare.
- 3 november – Paprika Steen, dansk skådespelare och regissör.
- 5 november – Famke Janssen, nederländsk skådespelare och fotomodell.
- 6 november
  - Arne Duncan, amerikansk demokratisk politiker, utbildningsminister 2009–2015.
  - Greg Graffin, amerikansk musiker, sångare i Bad Religion.
- 9 november – Robert Duncan McNeill, amerikansk skådespelare.
- 16 november – Diana Krall, kanadensisk/amerikansk jazzpianist och sångerska.
- 17 november – Susan Rice, amerikansk politiker och diplomat, USA:s FN-ambassadör 2009–2013.
- 18 november – Nadia Sawalha, brittisk skådespelare.
- 21 november – Yvette Clarke, amerikansk demokratisk politiker, kongressledamot 2007–.
- 23 november – Lars Myrberg, svensk boxare.
- 25 november – Boaz Bismuth, israelisk diplomat, journalist och politiker.
- 27 november – Robin Givens, amerikansk skådespelare.
- 28 november – Michael Bennet, amerikansk demokratisk politiker, senator 2009–.
- 29 november – Don Cheadle, amerikansk skådespelare.

#### December
- 4 december
  - Sertab Erener, turkisk artist.

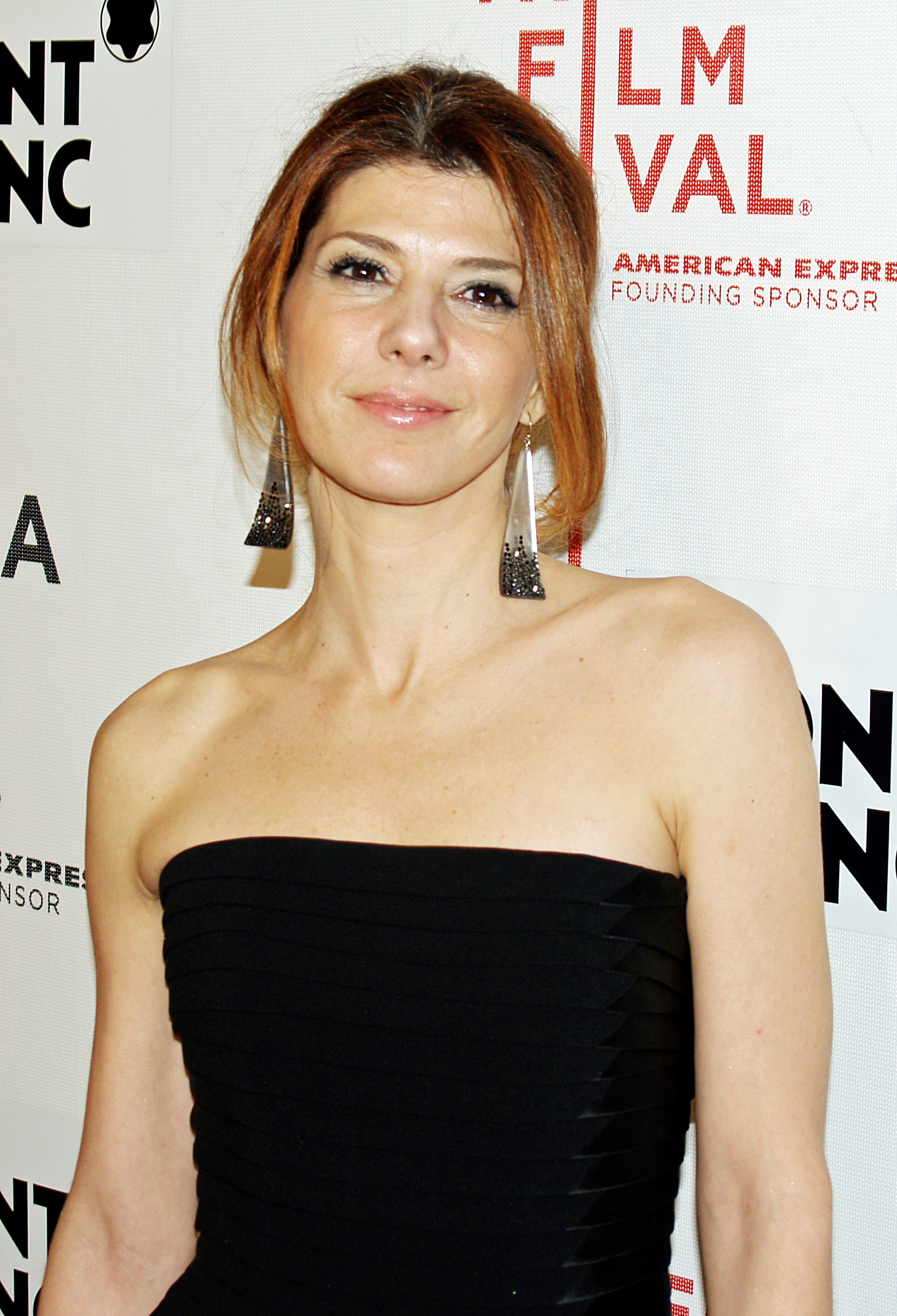
Marisa Tomei.

  - Marisa Tomei, amerikansk skådespelare.
- 8 december
  - Maria Antoniou, svensk skådespelare.
  - Teri Hatcher, amerikansk skådespelare.
- 9 december – Paul H. Landers, tysk musiker, gitarrist i Rammstein.
- 12 december – Birger Österberg, svensk skådespelare.
- 13 december – Hideto Matsumoto, japansk musiker.
- 15 december – Ann-Charlotte Persson, svensk författare.
- 16 december – Heike Drechsler, tysk friidrottare, längdhopp.
- 20 december – Robert Gustafsson, svensk skådespelare och komiker.
- 23 december
  - Eddie Vedder, amerikansk musiker, sångare i Pearl Jam.
  - John Maurer, musiker i Social Distortion.
- 25 december – Jonas Sjöstedt, svensk politiker.
- 29 december
  - Béatrice Dalle, fransk skådespelare.
  - Bengt Oelmann, svensk professor.

## Avlidna

### Första kvartalet

#### Januari
- 13 januari – Semmy Friedmann, 72, svensk skådespelare.
- 15 januari – Jack Teagarden, 58, amerikansk jazzmusiker.
- 18 januari – Tyko Reinikka, 76, finländsk politiker.
- 20 januari – George Docking, 59, amerikansk demokratisk politiker, guvernör i Kansas 1957–1961.
- 29 januari – Alan Ladd, 50, amerikansk skådespelare.

#### Februari
- 4 februari – Sven-Otto Lindqvist, 51, svensk skådespelare.
- 5 februari – Max Sailer, 81, tysk ingenjör och racerförare.
- 7 februari – Flaminio Bertoni, 61, italiensk bildesigner.
- 10 februari
  - Eugen Sänger, 58, österrikisk ingenjör.
  - John Charles Vivian, 76, amerikansk republikansk politiker, guvernör i Colorado 1943–1947.
- 12 februari – Gerald Gardner, 79, en av grundarna av wiccareligionen.
- 18 februari – Fredrik Ljungström, 88, svensk uppfinnare.
- 20 februari – John Botvid, 74, svensk skådespelare, komiker, revyförfattare.
- 22 februari – Olof Sjöberg, 72, svensk militär.
- 25 februari
  - Alexander Archipenko, 76, amerikansk skulptör.
  - Hinrich Lohse, 67, tysk nazistisk politiker.
  - Maurice Farman, 86, fransk flygpionjär.

#### Mars
- 2 mars – Frans Oscar Öberg, 80, svensk skådespelare.
- 6 mars – Paul I, 62, kung av Grekland 1947–1964.
- 15 mars – James M. Mead, 78, amerikansk demokratisk politiker.
- 17 mars – William Seymer, 73, svensk tonsättare och musikskriftställare.
- 18 mars
  - Helga Ancher, 80, dansk målare.
  - Sigfrid Edström, 93, svensk företagsledare, VD för ASEA, var med och skrev på Saltsjöbadsavtalet 1938[3].
  - Norbert Wiener, 69, amerikansk professor i tillämpad och teoretisk matematik.
- 23 mars – Peter Lorre, 59, ungersk-amerikansk skådespelare.
- 26 mars – Otto Schniewind, 76, tysk sjömilitär.

### Andra kvartalet

#### April
- 5 april – Douglas MacArthur, 84, amerikansk general, ÖB under Koreakriget.
- 10 april – John G. Townsend, 92, amerikansk republikansk politiker.
- 14 april
  - Rachel Carson, 56, amerikansk zoolog och biolog.
  - Karl Esaias Sahlström, 79, svensk arkeolog.
- 19 april – Adolf Jahr, 70, svensk skådespelare.
- 22 april – Karl Gerhard, 73, svensk revyartist, teaterdirektör, revyartist och kuplettförfattare [3].

#### Maj
- 1 maj – Håkan von Eichwald, 56, finlandssvensk kapellmästare och kompositör.
- 2 maj – Nancy Astor, 84, brittisk politiker, parlamentsledamot 1919–1945.
- 3 maj
  - Gösta Diehl, 65, finländsk konstnär.
  - Väinö Meltti, 66, finländsk politiker och ämbetsman, landshövding i Nylands län 1946–1964.
- 5 maj – Elis Elmgren, 52, svensk författare.
- 9 maj – Einar Groth, 60, svensk violinist, kapellmästare och kompositör.
- 10 maj – Michail Larionov, 82, rysk konstnär, grundare av rayonismen.
- 16 maj – Gösta Hultström, svensk flygdirektör.
- 17 maj – Otto Ville Kuusinen, 83, finländsk-sovjetisk kommunist.
- 27 maj – Jawaharlal Nehru, 74, Indiens förste premiärminister [2].
- 30 maj
  - Eddie Sachs, 37, amerikansk racerförare.
  - Leó Szilárd, 66, ungersk-amerikansk kärnfysiker och biolog.

#### Juni
- 3 juni
  - Mary Rapp, 43, svensk skådespelare.
  - Frans Eemil Sillanpää, 75, finländsk författare.
- 4 juni – Björn Berg, 53, svensk militär.
- 13 juni – Erik Furuhjelm, 80, finländsk kompositör.
- 23 juni – Earle B. Mayfield, 83, amerikansk politiker, senator 1923–1929.
- 24 juni – Emil Björnberg, 78, svensk militär (överste).
- 25 juni – Gerrit Rietveld, 76, nederländsk arkitekt och möbeldesigner.

### Tredje kvartalet

#### Juli
- 15 juli – Rose Icard, överlevare av RMS Titanic.
- 19 juli – Olavi Paavolainen, 60, finländsk författare.
- 23 juli – Gunnar Marklund, 72, finländsk botaniker.
- 30 juli – Clair Engle, 52, amerikansk demokratisk politiker, senator 1959–1964.
- 31 juli – Jim Reeves, 40, amerikansk countrysångare.

#### Augusti
- 1 augusti – Taffy Abel, 64, amerikansk ishockeyspelare.
- 2 augusti – Olga Desmond, 73, tysk dansare.
- 3 augusti – Flannery O'Connor, 39, amerikansk författare.
- 5 augusti – Moa Martinson, 73, svensk författare.
- 6 augusti – Cedric Hardwicke, 71, brittisk skådespelare.
- 12 augusti
  - Ian Fleming, 56, brittisk författare.
  - Dmitrij Maksutov, 68, rysk fysiker.
  - Jørgen Skafte Rasmussen, 86, dansk industriman.
- 14 augusti – Johnny Burnette, 30, amerikansk rockabillymusiker.
- 15 augusti – Lucio Bini, 55, italiensk neurolog och psykiater.
- 17 augusti – Jon Iversen, 74, dansk skådespelare.
- 20 augusti – Gyda Christensen, 92, norsk skådespelare och teaterchef.
- 21 augusti – Palmiro Togliatti, 71, italiensk politiker.

#### September
- 1 september – Otto Olsson, 84, svensk organist och tonsättare.
- 9 september – Sakari Tuomioja, 53, finländsk politiker, Finlands statsminister 1953–1954.
- 18 september – Seán O'Casey, 84, irländsk författare.
- 21 september – Otto Grotewohl, 70, östtysk politiker, ordförande i DDR:s ministerråd 1949–1964.
- 24 september – Gösta Stevens, 67, svensk journalist, manusförfattare, regissör, sångtextförfattare och översättare.
- 28 september – Harpo Marx, 75, amerikansk komiker, en av Bröderna Marx.

### Fjärde kvartalet

#### Oktober
- 4 oktober – Set Svanholm, 60, svensk hovsångare och operachef.
- 9 oktober – Tollie Zellman, 77, svensk skådespelare.
- 15 oktober – Cole Porter, 73, amerikansk låtskrivare och kompositör.
- 17 oktober – Paul Hagman, 77, svensk skådespelare.
- 20 oktober
  - Herbert Hoover, 90, amerikansk politiker, USA:s president 1929–1933.
  - Sven Tropp, 74, svensk balettmästare, koreograf och dansare.
- 28 oktober – Harold H. Burton, 76, amerikansk republikansk politiker och jurist.
- 29 oktober – Väinö Salovaara, 76, finländsk politiker.

#### November
- 1 november – Sture Lagerwall, 55, svensk skådespelare och regissör.
- 6 november – Hans von Euler-Chelpin, 91, tysk-svensk kemist, nobelpristagare.
- 8 november – Viljo Revell, 54, finländsk arkitekt.
- 12 november – Rickard Sandler, 80, svensk socialdemokratisk politiker och folkhögskolelärare, Sveriges statsminister 1925–1926.
- 28 november – Ville Pörhölä, 66, finländsk friidrottare.
- 29 november – Anne de Vries, 60, nederländsk författare.

#### December
- 11 december – Sam Cooke, 33, amerikansk sångare och artist.
- 12 december – Otto Ciliax, 73, tysk sjömilitär, amiral 1943.
- 13 december – Charlotte Bill, 89, barnflicka i Storbritanniens kungliga familj.
- 15 december – Carl Joachim Hambro, 79, norsk politiker, stortingspresident 1926–1945.
- 19 december – Arne Lindblad, 77, svensk skådespelare.
- 21 december – Carl Van Vechten, 84, amerikansk fotograf och författare.
- 24 december – Badr Shakir al-Sayyab, 37, irakisk poet.
- 30 december – Hans Gerhard Creutzfeldt, 79, tysk neuropatolog.
- 31 december
  - Ronald Fairbairn, 75, brittisk psykoanalytiker.
  - Ólafur Thors, 72, isländsk politiker, Islands statsminister 1942, 1944–1947, 1949–1950, 1953–1956 och 1959–1963.
  - Henry Maitland Wilson, 83, brittisk militär.

## Nobelpris[20]
- Fysik
  - Charles H. Townes, USA
  - Nikolaj G. Basov, Sovjetunionen
  - Aleksandr M. Prochorov, Sovjetunionen
- Kemi – Dorothy Crowfoot Hodgkin, Storbritannien
- Medicin
  - Konrad Bloch, USA
  - Feodor Lynen, Västtyskland
- Litteratur – Jean-Paul Sartre, Frankrike, (avböjde priset)
- Fred – Martin Luther King, USA

### Fotnoter
1. 1 2 3 4 5 6  Faktakalendern 1996, Semic, 1995
2. 1 2 3 4 5 6 7 8 9 10 11 12 13 14 15 16 17 18 19  20:e århundrades När Var Hur – 1964, Bernt Himmelstedt, Forum, 1999
3. 1 2 3 4 5 6 7 8 9 10 11 12 13 14 15  Hundra år i Sverige – 1964, Hans Dahlberg, Albert Bonniers, 1999
4. 1 2 3 4 5 6 7  Sverige 1900-talet – 1964, NE, Bra Böcker, 2000
5. 1 2 3 4 5 6 7 8 9 10  100 år med Aftonbladet – 1964, 1999
6. ↑  75 år Sverige, Carl-Adam Nycop, Bra Böcker, 1976, sidan 192 - Folkpensionärernas dröm
7. 1 2 3 4  Faktakalendern 2000 – 1964 (Utlandet), Semic, 1999
8. ↑  World Statesmen
9. 1 2  World Statesmen
10. ↑  Flynn, George Q. (1993). The Draft, 1940–1973. Modern war studies. University Press of Kansas. sid. 175. ISBN 070060586X
11. ↑  Gottlieb, Sherry Gershon (1991). Hell no, we won't go!: resisting the draft during the Vietnam War. Viking. sid. xix. ISBN 0670839353.  ”1964: May 12—Twelve students at a New York rally burn their draft cards...”
12. ↑  Faktakalendern 1997, Semic, 1996
13. ↑  ”A Smashing Success” (på engelska). Air & Space Magazine. https://www.airspacemag.com/space/a-smashing-success-46511279/. Läst 25 maj 2021.
14. 1 2 3 4 5 6 7 8 9 10 11 12 13 14 15 16 17 18 19 20  Dymling, Claes; Fredrik Strandberg, Carl Otto Åsberg, Lena Roth (1966). När Var Hur 1966 Aktuell årsbok Tjugoandra årgången.. När Var Hur. Bokförlaget Forum
15. ↑  ”Che Guevara At the United Nations” (på engelska). marxists.org. Arkiverad från originalet den 13 juli 2014. https://web.archive.org/web/20140713203434/https://www.marxists.org/archive/guevara/1964/12/11.htm. Läst 13 juli 2014.
16. ↑  Faktakalendern 2006, Semic, 2005
17. ↑  ”Gernreich Bio”. Arkiverad från originalet den 13 februari 2016. https://web.archive.org/web/20160213205151/http://gernreich.steirischerbst.at/pages/bio1.htm. Läst 11 april 2011.
18. ↑  Drabbade barn: aga och barnmisshandel i Sverige från reformationen till nutid Arkiverad 30 december 2016 hämtat från the Wayback Machine.
19. ↑  Anders och Sören  Arkiverad 10 mars 2012 hämtat från the Wayback Machine.
20. ↑  ”Nobelpriset”. https://www.nobelprize.org/prizes/lists/all-nobel-prizes/. Läst 10 april 2011.